# Orestes Ferro
Orestes Ferro Pinto fue un político peruano.
Nació en Lima el 9 de diciembre de 1875. Hijo del italiano Antonio Siro Ferro Campanella y la limeña Juana Pinto Paredes. Se casó en San Miguel en 1940 con Lucia Menna del Gaudio con quien tuvo un hijo, Antonio. Junto con Américo Denegri y Luis Sanguinetti fue dueño de la Empresa Socavonera del Cerro que posteriormente fue incorporada a la Cerro de Pasco Mining Corporation.
Entre 1910 y 1912 organizó las montoneras revolucionarias que actuaron en el territorio del departamento de Piura luego de la Sublevación del 29 de mayo de 1909 contra el gobierno de Augusto B. Leguía. en la que participó en el bando de los hermanos Piérola. Durante el golpe de Estado que derrocó al presidente Guillermo Billinghurst ocupó el cargo de Prefecto del Cusco siendo contrario al golpe. Luego, el 18 de mayo de 1914 fue nombrado Prefecto de Lima por el presidente Oscar R. Benavides
Entre 1907 y 1912 fue elegido senador suplente por el departamento de Huánuco. Luego de la creación del Departamento de Madre de Dios, fue senador por ese departamento entre 1913 y 1918.